# Bittacus ussuriensis
Bittacus ussuriensis är en näbbsländeart som beskrevs av Plutenko 1985. Bittacus ussuriensis ingår i släktet Bittacus och familjen styltsländor. Inga underarter finns listade i Catalogue of Life.